# Семёнова, Светлана Юрьевна
Светлана Юрьевна Семёнова (род. 12 сентября 1980) — российская самбистка и дзюдоистка, бронзовый призёр чемпионатов России по самбо, бронзовый призёр Кубков России по дзюдо, мастер спорта России.

## Спортивные результаты
- Кубок России по дзюдо 2005 года — ;
- Кубок России по дзюдо 2006 года — ;
- Кубок России по дзюдо 2007 года — ;
- Чемпионат России по самбо среди женщин 2007 года — ;
- Чемпионат России по самбо среди женщин 2008 года — ;
- Чемпионат России по самбо среди женщин 2011 года — ;